# Balun
För andra betydelser, se Balun (olika betydelser).

Schemasymbol för balun.

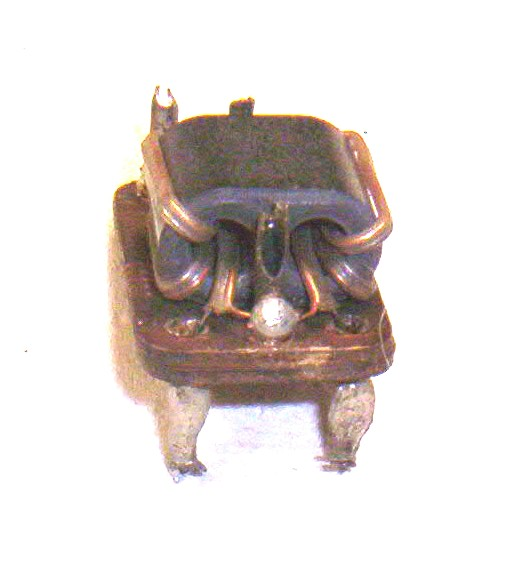
Trådlindad balun.

Balun är en anpassningsenhet inom elektronik. Den utgörs av en transformator och används för att omsätta en balanserad växelströmssignal till obalanserad.  
Begreppet balun används framförallt inom radiotekniken, där det oftast används för att beskriva anpassningsenheter mellan antennmatningskablar och antenner eller sändtagare även om den elektriska funktionen är tillämplig inom flera områden, till exempel analog ljudteknik. 
En motsvarande komponent, unbal förekommer sparsamt i litteraturen, där funktionen således är att omsätta från obalanserad till balanserad signal; återigen här är det frågan om en term från radiotekniken. Det vanligaste icke-radio-bruket är troligen direktboxen som anpassar den obalanserade signalen från ett musikinstrument med hög utgångsimpedans till den låga ingångsimpedansen hos en balanserad mikrofoningång i ett mixerbord. 
Slutligen finns varianten un-un som impedansomsätter mellan två obalanserade kretsar i en koppling som liknar spartransformatorns. En typisk applikation är anpassning mellan en koaxialkabel och en slumpmässig trådantenn (engelska: Random Wire Antenna), där både kabel och antenn är obalanserade men behöver impedansanpassas till varandra. 